# Pokrzywiec

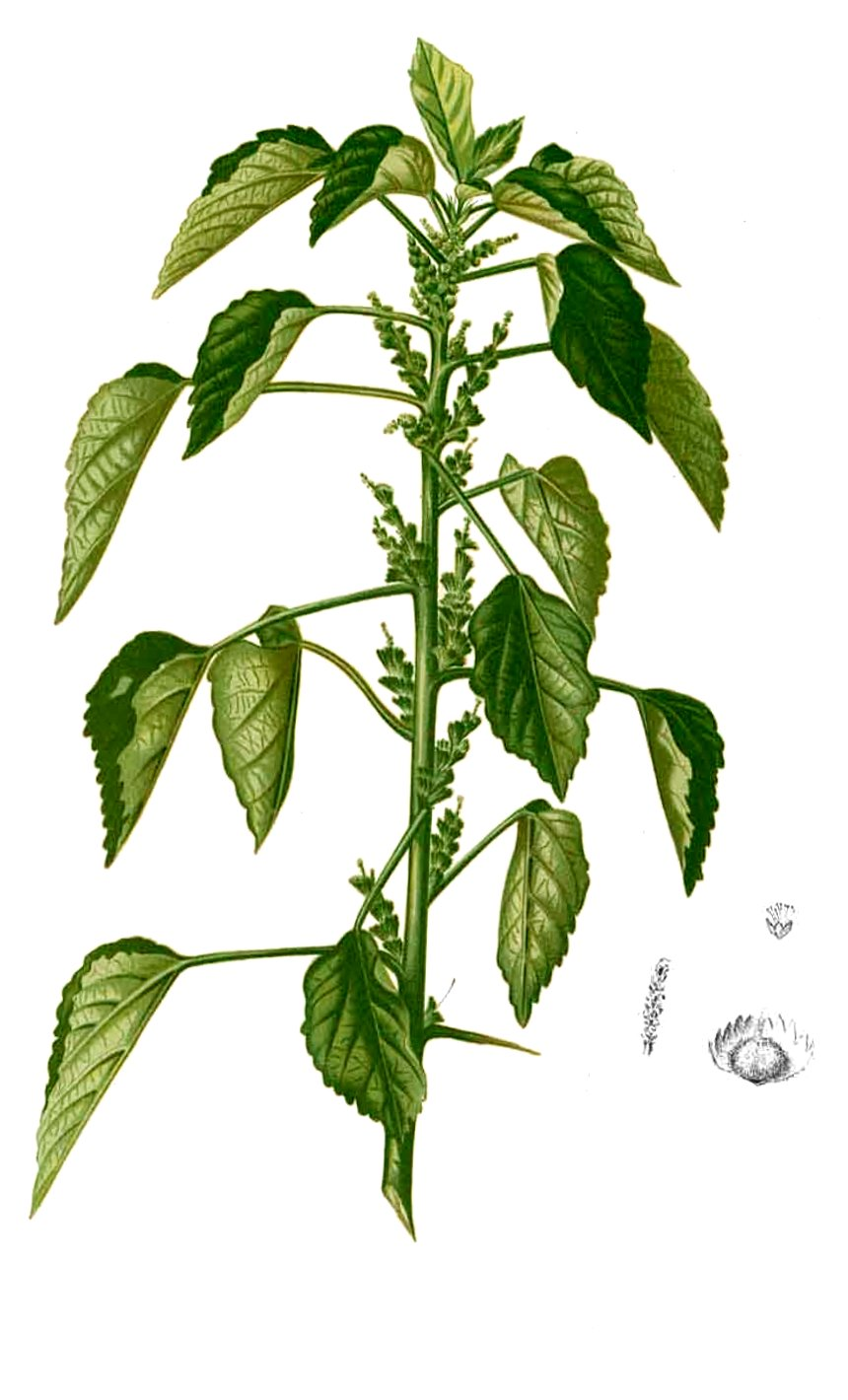
Acalypha indica

Pokrzywiec (Acalypha L.) – rodzaj roślin z rodziny wilczomleczowatych. Według niektórych ujęć taksonomicznych należy do niego ok. 400–450 gatunków roślin pochodzących głównie z obszarów tropikalnych. 

## Morfologia
Są to przeważnie krzewy i podkrzewy o pojedynczych, cienkich liściach, najczęściej ząbkowanych. Kwiaty zwykle zebrane w długie, stojące lub zwisające kłosy.

## Systematyka
Synonimy
Acalyphes Hassk., Acalyphopsis Pax & K. Hoffm., Calyptrospatha Klotzsch ex Baill., Caturus L., Corythea S. Watson, Cupameni Adans., Galurus Spreng., Gymnalypha Griseb., Linostachys Klotzsch ex Schltdl., Mercuriastrum Fabr., Odonteilema Turcz., Paracelsea Zoll., Ricinocarpus Kuntze, Schizogyne Ehrenb. ex Pax, Usteria Dennst
Pozycja systematyczna według Angiosperm Phylogeny Website (2001...)
Rodzaj należy do podrodziny Acalyphoideae, rodziny wilczomleczowatych (Euphorbiaceae), która jest rodziną siostrzaną dla bukietnicowatych (Rafflesiaceae), zaliczaną do obszernego rzędu malpigiowców (Malpighiales) i wraz z nim do kladu różowych w obrębie okrytonasiennych. W obrębie Acalyphoideae należy do plemienia Acalypheae i podplemienia Acalyphinae.
Wybrane gatunki
- Acalypha hispida Burm. f. – pokrzywiec szorstkowłosy
- Acalypha chamaedrifolia (Lam.) Müll. Arg., syn. Acalypha hispaniolae Urb. – pokrzywiec hiszpański
- Acalypha wilkesiana Müll. Arg. – pokrzywiec Wilkesa

## Zastosowanie
Kilka gatunków jest uprawianych jako rośliny ozdobne.